# Перекрестов, Иван Иванович
Иван Иванович Перекрестов — стольник и полковник Ахтырского Слободского полка, видный деятель Слободской Украины конца XVII и начала XVIII века.
Считается родоначальником дворянского рода Перекрестовых-Осиповых, внесённого в VI и II части родословной книги Харьковской, Полтавской, Черниговской и Курской губерний.

## Биография
Отец его был, вероятно, таким же выходцем из Слободской Украины. В актах 1665 и 1681 годов упоминается черкашенин Иван Яковлевич Перекрестов; фамилия его свидетельствует о том, что он был выкрещенный еврей.
Сын его Иван Иванович начал казацкую службу ещё при царе Алексее Михайловиче и продолжал её при царе Фёдоре III Алексеевиче.
С 1681 года он значится полковником Ахтырского слободского казачьего полка. Царская жалованная грамота 1686 г. велит ему быть по-прежнему полковником ахтырским по выбору всех полчан и в судных, и во всяких делах исправу чинить по старым казацким обыкновениям.
Грамота 1685 г. отмечает тот факт, что Ахтырский полковник постоянно оберегает границы своего полка от татарских набегов, сам чинит над ними промысл и посылает для наблюдения за татарами и поляками своих казаков в Заднепровье.
И. И. Перекрестов со своим полком принимал участие в неудачных крымских походах князя В. В. Голицына. Особенно пострадали его казаки во втором походе 1689 г.: из двух Слободских полков (Ахтырского и Сумского) после нападения на них татар у Чёрной долины осталось в живых всего 250 человек, а сам полковник ахтырский был ранен в плечо.
Принимал активное и деятельное участие в Великой Северной войне. Царь Пётр I в награду за это сделал сына Ивана Ивановича — Даниила, помощником отца по части полкового управления; это давало ему право надеяться занять впоследствии место отца. Но вышло иначе.
В 1704 г. И. И. Перекрестов был отстранён по Высочайшему повелению от полковничьего уряда, а все огромные имения его были отобраны у него в казну. В 1714 г. он жил в загоне на своём небольшом хуторе. В 1721 г. началось дело о расхищении описных перекрестовских маетностей, а вслед за тем и его самого потребовали к ответу по каким-то делам в Архангельск.
Будучи в это время на смертном одре (об этом сообщили начальству), тем не менее его отправили на Север во исполнение приказа, но И. И. Перекрестов скончался в дороге.
Причины этих гонений не вполне ясны, но они, видимо, лежат в стяжательстве самого И. И. Перекрестова. Ахтырский полковник слишком быстро хотел нажиться и не пренебрегал никакими средствами для достижения своей цели. Имеется обширная челобитная ахтырских полчан на обиды и притеснения Перекрестова (1692 г.). Тут мы находим, между прочим, следующую жалобу и обвинение. Он, по словам жалобщиков, отдал селение Певни с казаками в подданство своему родственнику, также перекресту (то есть выкресту) Семену Бугаенку, который отягощал их несносными работами; затем следует 25 пунктов челобитной, в которых говорится о грабеже движимого имущества, захвате недвижимости, боях, вымогательствах и других аналогичных обидах. Впрочем, нужно сознаться, что жалобы эти исходили от личных противников Перекрестова, желавших скинуть его с командования полком, главным образом, от бывшего наказного ахтырского полковника Андрея Прокофьева. Претендентом на ахтырское полковничество являлся в это время сын сумского полковника Роман Герасимович. Борьба была очень напряжённая. В Московском Архиве Министерства юстиции найдены были столбцы, заключающие в себе подробности этого столкновения двух выдающихся слободско-украинских семейств. Из них складывается впечатление, что все дело было в личностях претендентов; полковые казаки играли тут роль орудия в руках той или другой стороны. По крайней мере, имеется две челобитные полчан — диаметрально противоположного содержания; в одной говорится о притеснениях Перекрестова, а в другой заявляется, что И. Перекрестов «к старшине и казакам держит ласку и привет и расправу чинит вправду» и «опричь его другого такого разумного человека нет». Перевес в борьбе оказался на стороне И. Перекрестова, между прочим, и потому, что за него был Белгородский воевода Борис Петрович Шереметев. Когда к Шереметеву явился Роман Кондратьев поздравить с праздником по своемуказацкому обыкновению, то он, по наговорам Перекрестова, начал его бить смертным боем, за волосы драл и топтал, раскровавил нос и рот и выбил ребро; и все это делалось слободскому полковнику в присутствии многих русских начальных людей и иноземцев, в том числе и самого И. Перекрестова. Так велика была власть Белгородского воеводы.
О причине благорасположения начальства к Перекрестову догадаться не трудно: он был очень богатый человек и мог, конечно, по обычаю того времени хорошенько их одаривать. Роман же Кондратьев, по выражению акта, не имел даже в Ахтырке собственного двора и проживал «в соседях».
Печальна была судьба имений И. Перекрестова, в том числе Тростянца: они были расхищены и только небольшая часть их попала в руки его сына Даниила и дочери, вышедшей замуж за Фёдора Гречаного.
Внук Ивана Ивановича — Василий Данилович Перекрестов женился впоследствии на вдове одного из Осиповых, разбогател, выступил под именем Перекрестова-Осипова, конкурентом И. И. Кондратьева на сумское полковничество, и со временем повторилась такая же борьба, какая некогда имела место между их предками.